# Biserica de lemn din Lazuri de Beiuș

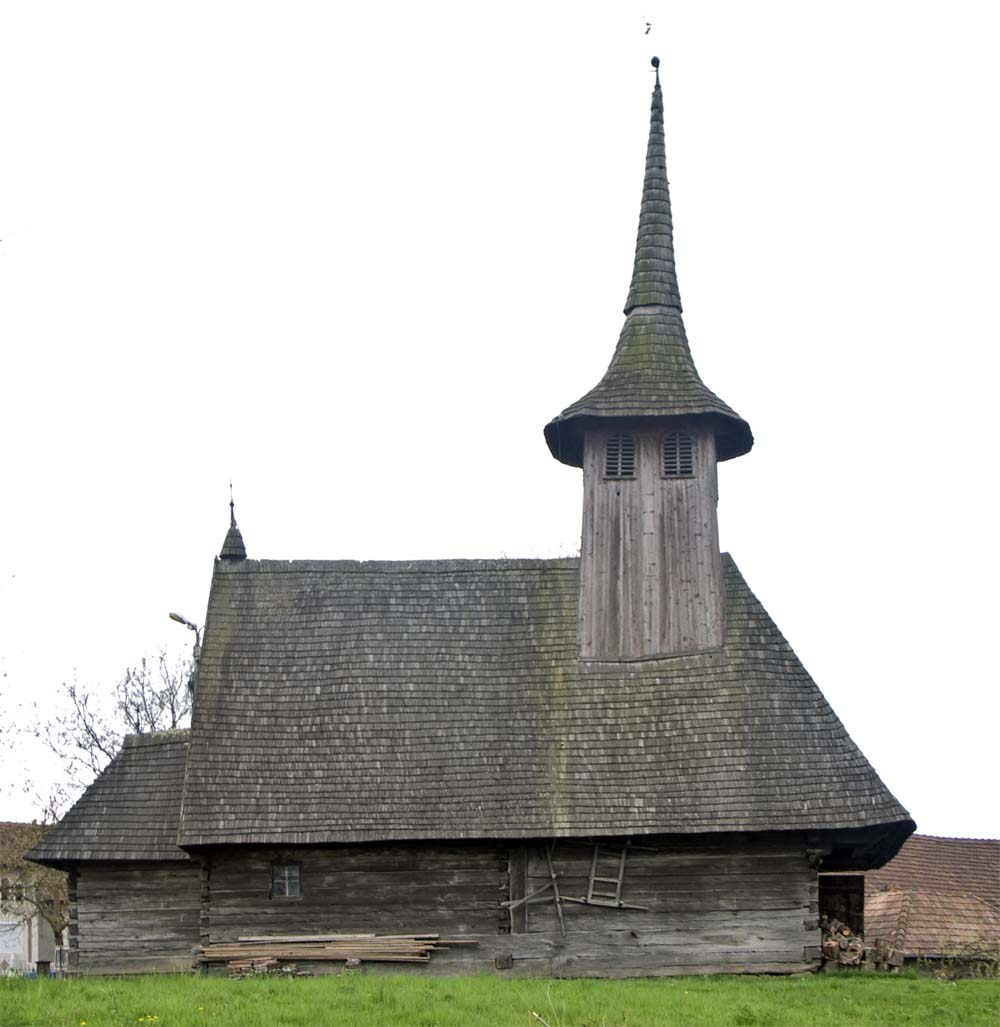
Biserica de lemn din Lazuri de Beiuş, Bihor, 2008

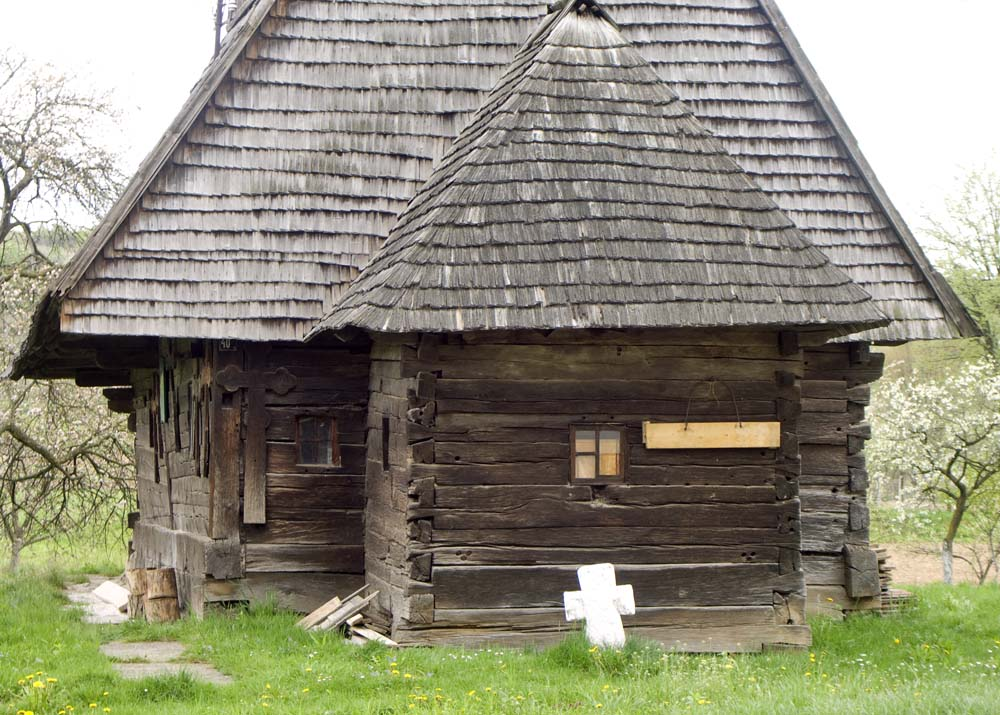
Partea veche dinspre răsărit, 2008

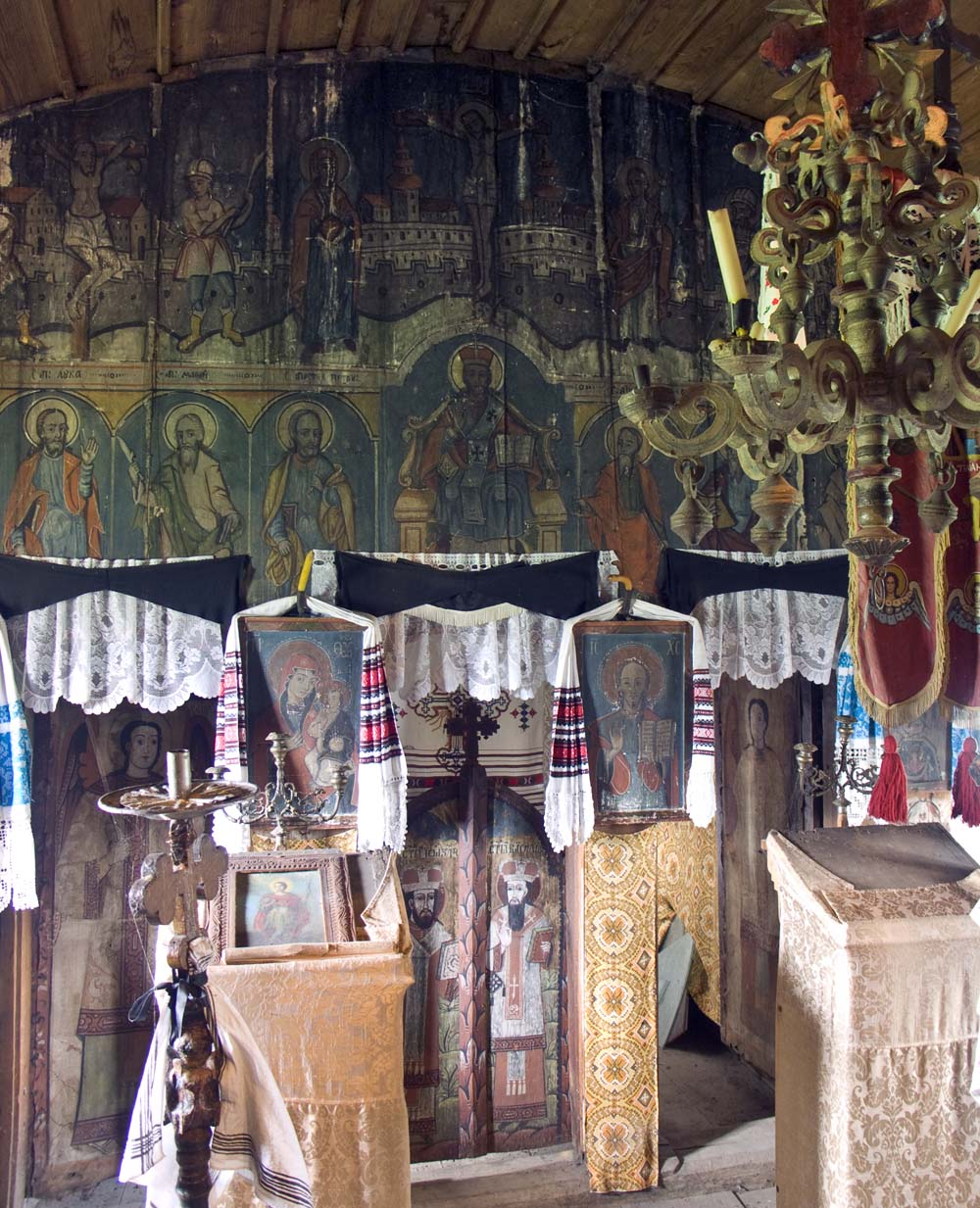
Iconostasul, 2008

Biserica de lemn din Lazuri de Beiuș se află în localitatea omonimă din județul Bihor. Biserica a fost ridicată în două perioade diferite, amândouă necunoscute, cea dintâi probabil în evul mediu iar cea din urmă probabil în secolul 18. Biserica se află pe noua listă a monumentelor istorice sub codul LMI:  BH-II-m-B-01165.

## Istoric
Data ridicării bisericii de lemn din Lazuri de Beiuș nu poate fi precizată în lipsa izvoarelor istorice sau a unei inscripții. Construcția de lemn indică două etape de construcție. Din cea mai veche perioadă datează altarul și biserica bărbaților, care împreună rezumă planul inițial al unei biserici arhaice de tipul celei de la Putna. Vechimea acestei părți este fără îndoială considerabilă, judecând după condiția lemnelor din pereți. De la portalul de intrare al acestei părți s-a păstrat o ușă de lemn cu totul excepțională, pe care Ioan Godea o datează ipotetic între secolele 14-16. Un element cu caracter arhaic este și grinda tirant din naos, pe sub arcul butant al boltei. Un ultim detaliu relevant pentru vechimea lăcașului se observă în axul altarului, unde se mai păstrează partea de jos a unui mic luminator, cu golul de circa 5 x 10 cm. Având în vedere planul inițial cu numai două încăperi, ușa bogat sculptată cu motive medievale, caracterul arhaic și gradul de uzură al lemnelor din pereți, se poate propune o datare asemănătoare cu a ușii sculptate. 
Biserica a fost extinsă ulterior, probabil în prima parte a secolului 18, cu un pronaos neobișnuit de mare în raport cu naosul (biserica bărbaților) și un turn deasupra. Tot atunci a fost înlocuit peretele sudic al naosului și au fost puse tălpi noi, care leagă întreaga biserică. Pereții interiori au fost acoperiți cu scânduri verticale și pictați, probabil în a doua jumătate a secolului 18. 
Biserica a fost renovată în 1925 și restaurată în 1959.

## Imagini

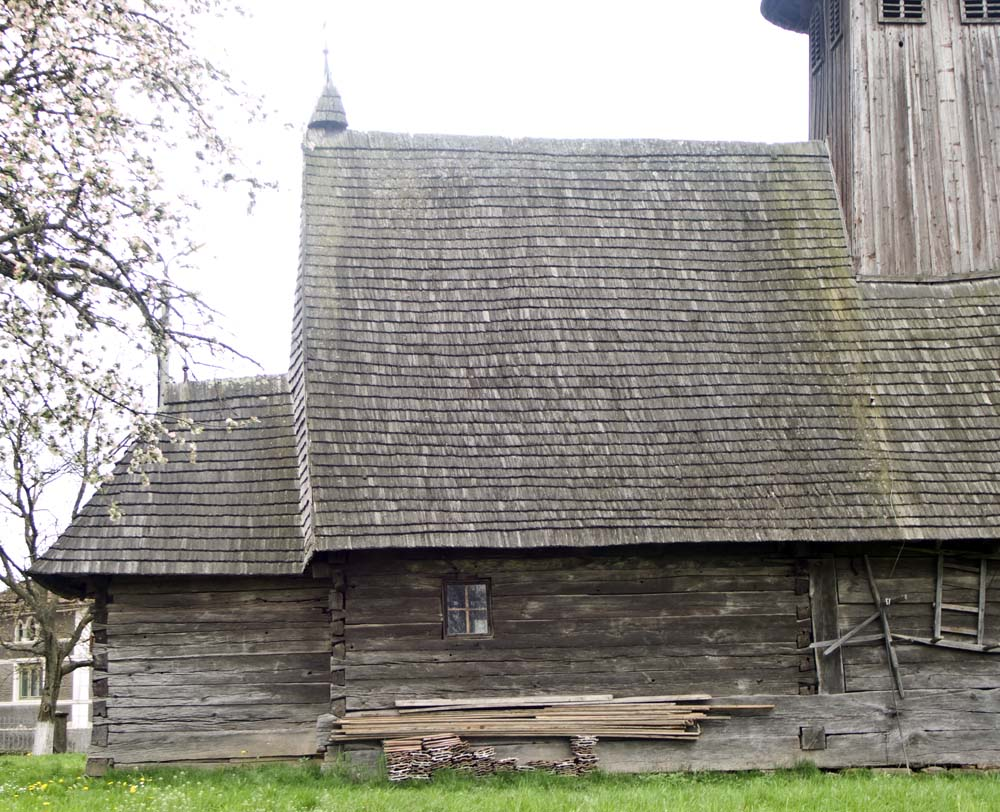
Partea cea mai veche, peretele nordic, 2008
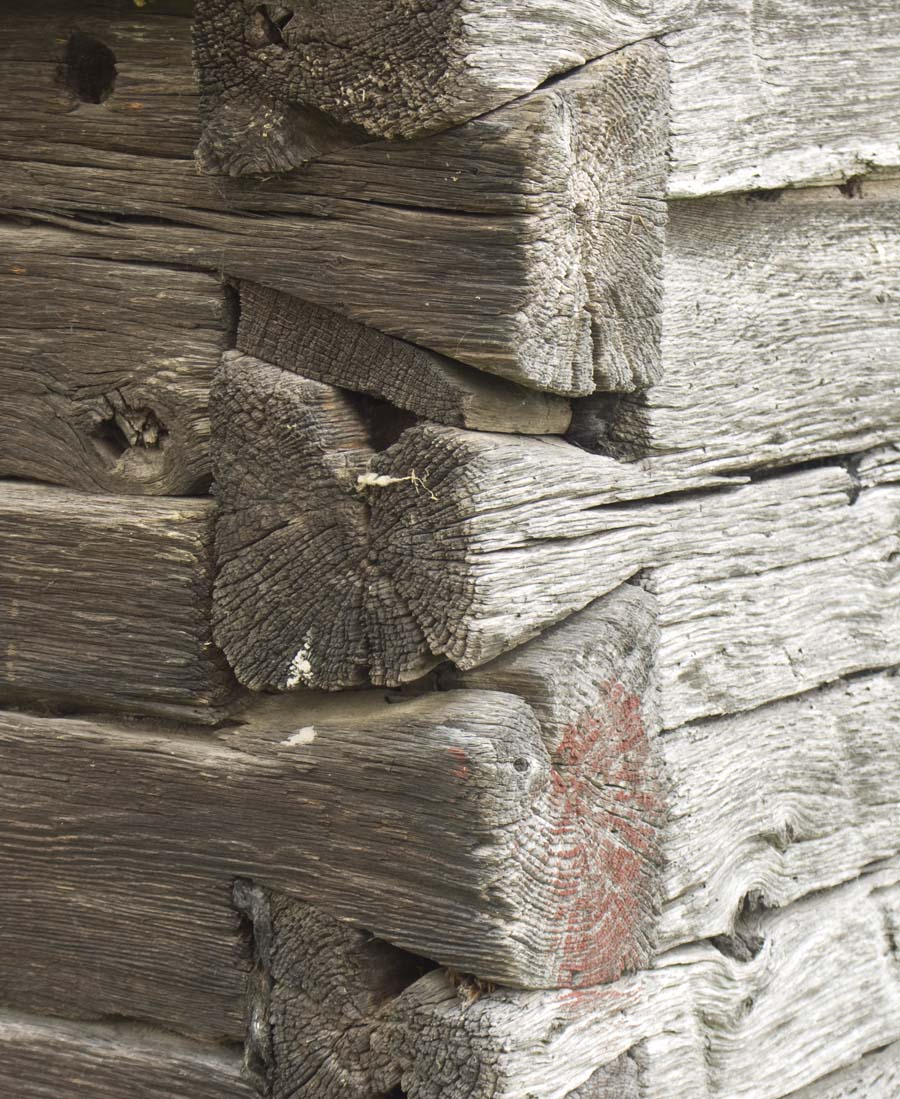
Îmbinări vechi la altar, 2008.
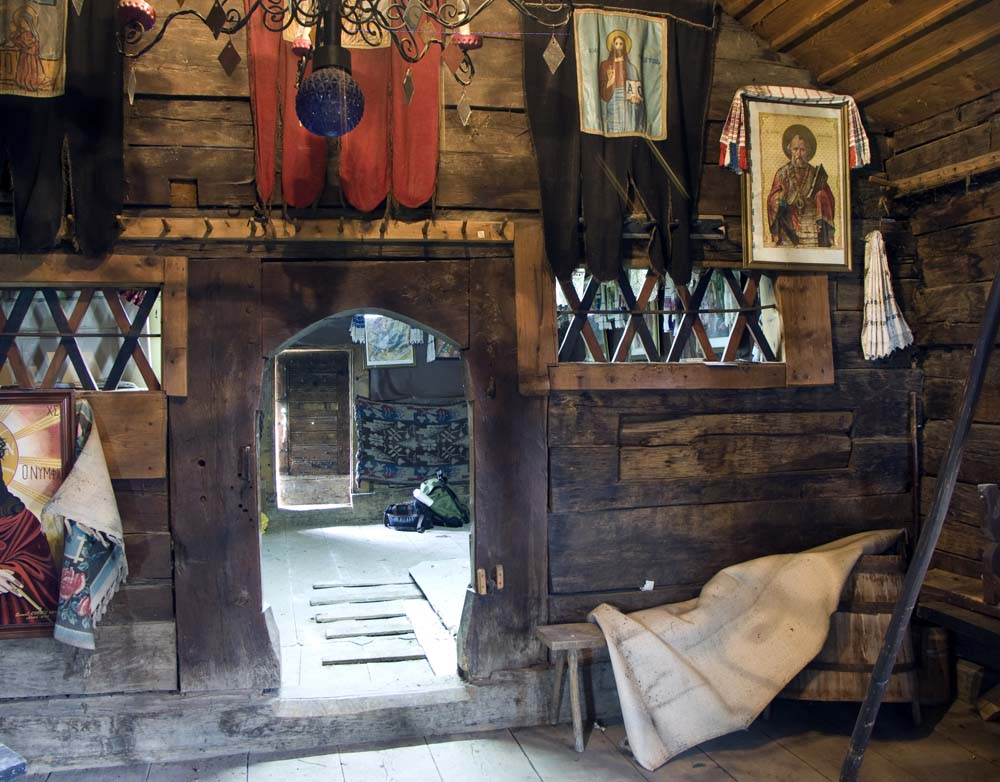
Intrarea în naos şi un gol mai vechi în peretele despărţitor, sub cel actual, 2008
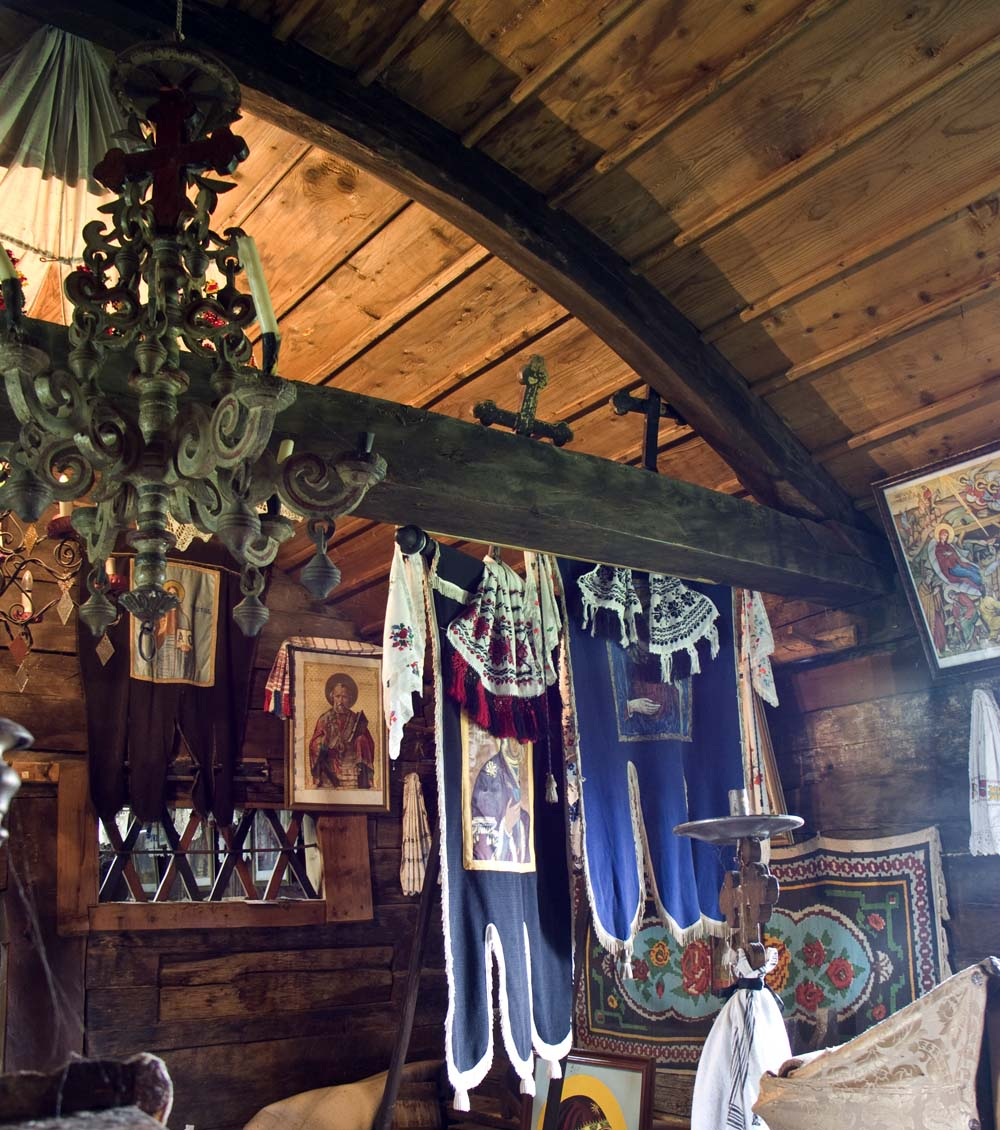
Grinda tirant, transversală, şi arcul butant, 2008.